# جانکارلو اسپوزیتو
جیانکارلو اسپوزیتو (به ایتالیایی: Giancarlo Esposito) (زاده ۲۶ آوریل ۱۹۵۸) بازیگر، کارگردان و تهیه‌کننده آمریکایی است. او بیشتر به خاطر بازی در نقش «گاس فرینگ» در سریال درام جنایی ای‌ام‌سی، بریکینگ بد (۲۰۰۹–۲۰۱۱)، سریال بهتره با ساول تماس بگیری (۲۰۱۷–۲۰۲۳) و سریال مندلورین و سریال پسران و همچنین در نقش یک رهبر دیکتاتور به نام «آنتون کاستیو» در بازی ویدئویی فار کرای ۶ شناخته شده است. او برای اجرای خود برنده جایزه گزینش منتقدان تلویزیون بهترین بازیگر مکمل مرد در مجموعه درام شد و نامزد دریافت سه جایزه امی ساعات پربیننده بهترین بازیگر مکمل مرد در مجموعه تلویزیونی درام شد.
دیگر نقش‌های تلویزیونی اسپوزیتو عبارتند از: مأمور فدرال مایک جیاردلو در سریال درام پلیس ان‌بی‌سی، قتل: زندگی در خیابان (۱۹۹۸–۱۹۹۹)، سیدنی گلس/ آینه جادویی در سریال درام ماوراءالطبیعه ای‌بی‌سی، روزی روزگاری (۲۰۱۱–۲۰۱۷)، تام نویل در مجموعه علمی تخیلی ان‌بی‌سی، انقلاب (۲۰۱۲–۲۰۱۴)، دکتر ادوارد راسکینز در مجموعه کمدی–درام نتفلیکس، مردم سفیدپوست عزیز (۲۰۱۷–اکنون)، استن ادگار در سریال درام ابرقهرمانی آمازون پرایم ویدیو، پسران (۲۰۱۹–اکنون)، و موف گیدئون در سریال درام وسترن دیزنی+، مندلورین (۲۰۱۹–اکنون).
وی در فیلم‌های اسپایک لی از جمله گیجی مدرسه (۱۹۸۸)، کار درست را بکن (۱۹۸۹)، بهترین بلوز (۱۹۹۰) و مالکوم ایکس (۱۹۹۲) ظاهر شده است.
از فیلم‌های معروف او می‌توان به بازی در فیلم‌های شیپور خاموشی (۱۹۸۱)، پادشاه نیویورک (۱۹۹۰)، بهترین بلوز (۱۹۹۰)، هارلی دیویدسون و مرد مارلبرو (۱۹۹۱)، آموس و اندرو (۱۹۹۳)، تازه (۱۹۹۴)، مظنونین همیشگی (۱۹۹۵)، قاضی درد (۱۹۹۵)، علی (۲۰۰۱)، خرابکاری (۲۰۰۵)، آخرین تعطیلات (۲۰۰۶)، تپه انجیل (۲۰۰۸)، برکینگ بد (۲۰۰۹–۲۰۱۱)، لانه خرگوش (۲۰۱۰)، دونده مارپیچ: مشقت‌های اسکرچ (۲۰۱۵)، کتاب جنگل (۲۰۱۶)، هیولای پول (۲۰۱۶)، اوکجا (۲۰۱۷)، دونده مارپیچ: علاج مرگ (۲۰۱۸)، و دختر ستاره‌ای (۲۰۲۰) اشاره کرد. او همچنین در سریال تلویزیونی پدرخوانده هارلم در نقش آدام کلایتون پاول جونیور، کشیش و سیاستمدار باپتیست آمریکایی که از ۱۹۴۵ تا ۱۹۷۱ نماینده محله هارلم نیویورک در مجلس نمایندگان ایالات متحده بود، بازی کرد. او همچنین در بازی فار کرای ۶ نقش یک دیکتاتور بی رحم به نام  آنتون کاستیلو (Anton Castillo) را ایفا کرده است.

## زندگی‌نامه
جانکارلو جوزپه الساندرو اسپوزیتو متولد شهر کپنهاگ در دانمارک است. پدرش، جیووانی جان سی اسپوزیتو (۲۰۰۲–۱۹۳۱)، یک ایتالیایی هنرمند صحنه و نجار از ناپل و مادرش، الیزابت لیسا فاستر (۲۰۱۷–۱۹۲۶) آمریکایی آفریقایی‌تبار که خواننده اپرا و کلوپ شبانه از آلاباما بود. وی در سن ۶ سالی به همراه خانواده از اروپا به آمریکا مهاجرت کرده و در محله منهتن در نیویورک ساکن شدند. او در کالج الیزابت ستون در نیویورک تحصیل کرد و مدرک دو ساله ای در ارتباطات رادیویی و تلویزیونی گرفت.
او در سن ۸ سالگی و در سال ۱۹۶۶ با نقش آفرینی به عنوان یک کودک برده در یک فیلم کوتاه، پا به عرصه بازیگری گذاشت.
یکی از بهترین بازی‌های او در نقش «گوستاوو فرینگ» رئیس شبکه بزرگ مواد مخدر در سریال برکینگ بد باشد که البته بخاطر همین نقش، جایزه‌ای نیز گرفت.

## حرفه
اسپوزیتو اولین بازی خود را در برادوی در سال ۱۹۶۸ انجام داد، در نقش یک کودک برده در کنار شرلی جونز در موزیکال کوتاه مدت مگی فلین (۱۹۶۸)، که در طول ناآرامی‌های پیش نویس نیویورک در سال ۱۸۶۳ تنظیم شد. او همچنین یکی از اعضای بازیگران جوان همکاری استیون سوندهایم-هارولد پرینس از «با خوشحالی ما کنار می‌رویم» بود که با ۱۶ اجرا و ۵۶ پیش نمایش در سال ۱۹۸۱ به پایان رسید.
در طول دهه ۱۹۸۰، اسپوزیتو در فیلم‌هایی مانند اماکن تجاری (۱۹۸۳) و حداکثر رانندگی بیش از حد (۱۹۸۶) ظاهر شد. او همچنین در برنامه‌های تلویزیونی مانند معاون میامی (۱۹۹۰–۱۹۸۴) و اسپنسر: برای اجاره (۱۹۸۸–۱۹۸۵) بازی کرد. او نقش جی.سی. پیرس، یکی از دانش آموزان، را در فیلم ۱۹۸۱ به نام شیپور خاموشی بازی کرد.
در سال ۱۹۸۸ او نقش برجسته خود را به عنوان رهبر (دین بزرگ برادر قادر مطلق) برادری سیاه پوستان «گاما فی گاما» در فیلم گیجی مدرسه به کارگردانی اسپایک لی، بازی کرد. ￼ در طول چهار سال آینده، اسپوزیتو و لی در سه فیلم دیگر همکاری کردند: کار درست را بکن، بهترین بلوز، و مالکوم ایکس. در طول دهه ۱۹۹۰، اسپوزیتو در فیلم‌های مستقل تحسین شده شب روی زمین (۱۹۹۱)، تازه (۱۹۹۴)، دود (۱۹۹۵) و همچنین دنباله آن، آبی در صورت (۱۹۹۵) ظاهر شد. او همچنین در فیلم‌های اصلی هارلی دیویدسون و مرد مارلبورو با میکی رورک، بی پروا با میا فارو و در انتظار بازدم با بازی ویتنی هیوستون و آنجلا باست ظاهر شد.

## فیلم‌ها
- زیبایی
- دختر ستاره ای ۲۰۲۰
- دو
- شیپور خاموشی (فیلم)
- اماکن تجاری (فیلم)
- انجمن پنبه
- کار درست را بکن
- پادشاه نیویورک
- شب روی زمین
- باب رابرتس
- مالکوم ایکس (فیلم ۱۹۹۲)
- تازه (فیلم ۱۹۹۴)
- مظنونین همیشگی
- چیزی برای از دست دادن نیست
- گرگ‌ومیش (فیلم ۱۹۹۸)
- فینیکس (فیلم ۱۹۹۸)
- علی (فیلم)
- خرابکاری (فیلم ۲۰۰۵)
- آخرین تعطیلات
- باران (فیلم ۲۰۰۶)
- سر و صدا را احساس کن
- لانه خرگوش (فیلم)
- یقین (فیلم ۲۰۱۱)
- الکس کراس
- پسر بتمن
- بتمن: حمله به آرکام
- دونده مارپیچ: مشقت‌های اسکرچ
- کتاب جنگل (فیلم ۲۰۱۶)
- هیولای پول
- اوکجا
- دونده مارپیچ: علاج مرگ
- ناامیدانه در جستجوی سوزان
- مانکیبون
- نمایش
- در انتظار بازدم
- افق کور
- مرز وظیفه
- بی‌پروا
- صورت آبی
- مشکل در گوشه
- سه‌شنبه خاکستر
- بچه شری

## سریال‌ها
- پسرها (مجموعه تلویزیونی)
- استخوان‌ها (مجموعه تلویزیونی)
- نظم و قانون: دادگاه با هیئت منصفه
- بهتره با سال تماس بگیری
- وست‌ورلد (مجموعه تلویزیونی)
- سی‌اس‌آی: میامی
- گروگان (مجموعه تلویزیونی)
- برکینگ بد (۲۰۱۱–۲۰۰۹)
- به من دروغ بگو
- روزی روزگاری (مجموعه تلویزیونی آمریکایی)
- اجتماع (مجموعه تلویزیونی)
- انقلاب (مجموعه تلویزیونی)
- مندلورین
- زیبابین

## پیوند
- جانکارلو اسپوزیتو در بانک اطلاعات اینترنتی فیلم‌ها